# Ramaria curta
Ramaria curta är en svampart som först beskrevs av Elias Fries, och fick sitt nu gällande namn av Schild 1994. Ramaria curta ingår i släktet Ramaria och familjen Gomphaceae.   Inga underarter finns listade i Catalogue of Life.